# The International Committee for the Conservation of the Industrial Heritage
The International Committee for the Conservation of the Industrial Heritage (TICCIH) ist eine internationale Denkmalschutzorganisation, die sich speziell mit der Förderung, dem Erhalt, der Erforschung und Dokumentation aller Arten bedeutender Industriedenkmäler befasst. Die 1973 gegründete Organisation ist seit 2000 die offizielle Beraterin der UNESCO bei der Auswahl von Weltkulturerbe-Stätten aus diesem Bereich. Sitz von TICCIH ist Truro im Vereinigten Königreich.
Präsident der TICCIH ist seit 2009 der Professor für Industriearchäologie Patrick Martin von der Michigan Technological University. Organisatorisch ist die TICCIH in thematische Fachbereiche gegliedert: Landwirtschaft und Nahrungsmittelproduktion, Brücken, Kommunikation, Wasserkraft und elektrochemische Industrie, Metallurgie, Bergbau und Zechen, Münzprägestätten, Papierindustrie, Polarregion, Eisenbahnen, Textilindustrie und Wasser. Sie ist in rund 40 Ländern mit Repräsentanten vertreten.
Im Jahr 2003 verabschiedete die Delegiertenversammlung von TICCIH in der russischen Stadt Nischni Tagil die Charta für die Industriekultur (Englisch: The Nizhny Tagil Charter for the Industrial Heritage).